# Viajando Com O Som (The Lost ’76 Vice-Versa Studio Session)
Viajando Com o Som (The Lost ’76 Vice-Versa Studio Session) ist ein Album des Musikers Hermeto Pascoal, das 1976 aufgenommen wurde. Das Material, das er mit seiner Grupo Vice Versa eingespielt hatte, galt lange Jahre als verschollen und wurde erst 2017 auf dem britischen Reissue-Label Far Out Recordings veröffentlicht.

## Hintergrund
Die Aufnahmen für das Album Viajando Com o Som (deutsch übersetzt etwa Klangreise) entstanden innerhalb von zwei Tagen im Jahr 1976 in Rogério Duoprats Vice Versa Studios in São Paulo. In Hermeto Pascoals Band spielte die paulistische (aus São Paulo stammende) Rhythmusgruppe aus Zé Eduardo Nazário (Drums), Zeca Assumpção (Bass) und Lelo Nazário (E-Piano), des Weiteren die Saxophonisten Mauro Senise, Raul Mascarenhas und Nivaldo Ornelas, der Gitarrist Toninho Horta und die Vokalistin Aleuda Chaves. Zuvor hatte Pascoal mit dieser Formation im Teatro Bandeirantes gespielt; der Auftritt währte mehrere Stunden ohne Unterbrechung. Hermeto sah nach dem Auftritt die Möglichkeit, für seine Kompositionen ein höheres Level zu erreichen, wenn sich die Musik organisch aus strukturierten Kompositionen zu freieren Improvisationen entwickelte.
Nach den Aufnahmen und dem Abmischen erhielt Bandmitglied Lelo Nazario von dem Toningenieur Renato Viola eine Kopie des Masterbandes, welches später verloren ging. Nazario behielt diese Kopie in seinem Privatarchiv, wo es über vierzig Jahre blieb, bevor es wiederentdeckt und restauriert wurde. Die Aufnahmen erschienen dann als 200. Veröffentlichung des Labels Far Out Recordings.

## Titelliste
- Hermeto Pascoal & Grupo Vice Versa: Viajando Com o Som (The Lost ’76 Vice-Versa Studio Session) (Far Out Recordings – FARO 200 LP)

1. Dança do Pajé (Hermeto Pascoal) 9:02
2. Mavumvavumpefoco (Hermeto Pascoal) 3:39
3. Natal (Hermeto Pascoal) 5:13
4. Casinha pequenina (Volksweise) 26:36

## Rezeption
Jose Luis Seijas hob in Latino Life hervor, die zweihundertste Veröffentlichung von Far Out Recordings würde mit der Herausgabe des Meisterwerks einer kulturellen Ikone gefeiert. Hermeto Pascoals Mitschnitt aus dem Jahr 1976 sei ein wahres Juwel und eine Rarität, es sei Jazz jenseits von jedweden kommerziellen Einschränkungen und voller kreativer Freiheit, experimentell und sehr brasilianisch; man habe ein großartiges Stück brasilianischer Musikgeschichte wiederentdeckt.
Doc Sillon meinte in muziq.fr, Hermeto Pascoals Viajando Com O Som sei wie ein hervorragender Wein (un grand cru). Für Dick Hovenga zeige das „verlorene Album“ den „legendäres Status“, den Hermeto Pascoal über Jahrzehnte erworben habe; die vier Kompositionen verbänden Improvisation, Free Jazz mit brasilianischer Musik. Viajando Com o Som stehe für die experimentellste Periode in Hermeto Pascoals Karriere; man könnte auf diesem Album die eindrucksvollen Qualitäten dieser Band unter Pascoals Leitung erleben.